# Carlos Irizarry
Carlos Irizarry (Porto Rico, 1938) è un pittore e disegnatore portoricano.
Dopo aver studiato alla Scuola di Arte e Disegno di New York, si unì alla bottega degli artisti "Amici di Porto Rico". Nel 1968 tornò in patria, dove fondò il Centro Nazionale delle Arti a San Juan e la Galleria 63, dedicata a promuovere l'arte di avanguardia. Nel 1976 fu incarcerato negli Stati Uniti per aver realizzato un'opera di carattere sovversivo. Da sempre avverso nei confronti dell'imperialismo statunitense, minacciò di uccidere il presidente statunitense Gerald Ford, e nel 1980 su un aereo dell'American Airlines consegnò un biglietto all'assistente di volo che minacciava l'esplosione dell'aereo nel caso in cui Jimmy Carter non avesse liberato i prigionieri nazionalisti portoricani.
Ha fatto ampio uso di tecniche innovative e di strumenti digitali, tanto da essere il primo artista portoricano a utilizzare la tecnica della fotoserigrafia. I principali temi delle sue opere sono i messaggi critici e sociopolitici, espressi sia in fotografia che nell'accostamento di immagini.